# Cylindroleberididae
Cylindroleberididae is een familie van kreeftachtigen uit de klasse van de Ostracoda (mosselkreeftjes).

## Taxonomie

### Onderfamilies
- Asteropteroninae Kornicker, 1981
- Cyclasteropinae Poulsen, 1965
- Cylindroleberidinae Müller, 1906
- Macroasteropteroninae Karanovic & Lörz, 2012

### Geslacht
- Pauline Siveter, Derek, Briggs, Siveter, Sutton, Joomun, 2012 †